# La Selleta (Mas de Barberans)
La Selleta és una muntanya de 1.011 metres que es troba al municipi del Mas de Barberans, a la comarca catalana del Montsià.